# HC Blesk
Hockeyový club „HC“ Blesk byl původně protektorátní sportovní spolek.
O začátcích spolku HC Blesk je málo informací. V dobovém tisku je do roku 1944 zmiňován pouze Hockey club Blesk Brandýs nad Labem. Je možná určitá spojitost mezi oběma spolky. 
HC Blesk Praha: založen 1939 jako Hockeyový team-work Praha „HTW“ Praha, od 1940 Hockeyový club EFHASPED Praha, od 1942 Hockeyový club „HC“ Praha
- sportovní odbor ledního hokeje
- sportovní odbor ragby – rok 1944

HC Blesk Brandýs nad Labem:
založen 1940.
- sportovní odbor ledního hokeje – v období protektorátu hrál středočeskou hokejovou župu.
- sportovní odbor cyklistiky
- sportovní odbor stolního tenisu

## Ragby
V roce 1944 stál spolek HC Blesk při obnově ragby v bývalém Československu. 25. 5. 1944 sehrál po 9leté přestávce oficiální utkání s týmem Radostně vpřed za velkého mediálního zájmu. Na jaře 1945 rugbyové družstvo HC Blesk přešlo pod populární klub I. ČLTK Praha. Od roku 1992 jako RK Petrovice.